# Bothriospondylus
Bothriospondylus („vykopaný obratel“) byl rod velkého sauropodního (možná brachiosauridního) dinosaura, popsaného Richardem Owenem v roce 1875 z Velké Británie (Wiltshire). Fosilie tohoto velkého býložravého dinosaura představují sérii hrudních a křížových obratlů (holotyp nese označení BMNH R44592-5).

## Popis
Bothriospondylus žil v období svrchní jury (asi před 161 až 151 miliony let). Byl to obrovský čtyřnohý býložravec, stejně jako většina ostatních sauropodů. Podle odhadů dosahoval délky až kolem 20,1 metru a hmotnosti asi 15 tun, patřil tedy mezi středně velké až větší sauropody.
Některé fosilie, přisuzované dříve tomuto rodu, byly později přeřazeny do rodů Lapparentosaurus a Narindasaurus.